# Liste der Naturdenkmale in Neidenstein
| Naturdenkmale | Anzahl |
| ------------- | ------ |
| FND           | 0      |
| END           | 4      |
| Gesamt        | 4      |

Die Liste der Naturdenkmale in Neidenstein nennt die verordneten Naturdenkmale (ND) der im baden-württembergischen Rhein-Neckar-Kreis liegenden Gemeinde Neidenstein. In Neidenstein gibt es insgesamt vier als Naturdenkmal geschützte Objekte, keines ist ein flächenhaftes Naturdenkmal (FND), alle sind Einzelgebilde-Naturdenkmale (END).
Stand: 1. November 2016.

## Einzelgebilde (END)
| Name                            | Bild         | Kennung     | Einzelheiten | Position | Fläche Hektar | Datum         |
| ------------------------------- | ------------ | ----------- | ------------ | -------- | ------------- | ------------- |
| Hainbuche a. Burg Neidenstein   | BW           | 82260580003 | Neidenstein  | ⊙        | 0,0           | 26. Feb. 2004 |
| Maulbeerbaum                    |              | 82260580002 | Neidenstein  | ???      | 0,0           | 26. Feb. 2004 |
| Winterlinde Galgenbaumweg       | BW           | 82260580001 | Neidenstein  | ⊙        | 0,0           | 26. Feb. 2004 |
| 5 Roßkastanien Burg Neidenstein | ND Bildmitte | 82260580004 | Neidenstein  | ⊙        | 0,0           | 26. Feb. 2004 |
| Legende für Naturdenkmal        |              |             |              |          |               |               |